# Michał Gesek
Michał Gesek – polski lekarz weterynarii, doktor habilitowany nauk rolniczych, profesor na Uniwersytecie Warmińsko-Mazurskim w Olsztynie, specjalista od anatomii patologicznej.

## Kariera naukowa
W 2006 roku na Uniwersytecie Warmińsko-Mazurskim w Olsztynie uzyskał tytuł lekarza weterynarii. W 2011 roku na tej samej uczelni uzyskał stopień doktora nauk weterynaryjnych na podstawie rozprawy pt. Obraz morfologiczny wybranych narządów wewnętrznych różnych linii kurcząt brojlerów w przebiegu chowu. W tym samym roku został zatrudniony na tejże uczelni, a w 2019 roku uzyskał na jej Wydziale Medycyny Weterynaryjnej stopień doktora habilitowanego nauk rolniczych w dyscyplinie weterynarii na podstawie pracy pt. Wpływ kapłonowania i wieku na obraz morfologiczny wybranych tkanek i narządów wewnętrznych oraz wartość rzeźną kogutów Leghorn.